# Сен-Марсель (Верхняя Сона)
Сен-Марсе́ль (фр. Saint-Marcel) — коммуна во Франции, находится в регионе Франш-Конте. Департамент — Верхняя Сона. Входит в состав кантона Витре-сюр-Манс. Округ коммуны — Везуль.
Код INSEE коммуны — 70468.

## География
Коммуна расположена приблизительно в 290 км к юго-востоку от Парижа, в 70 км севернее Безансона, в 34 км к северо-западу от Везуля.
По территории коммуны протекает небольшая река Куа (фр. Couaz).

## Население
Население коммуны на 2010 год составляло 118 человек.
| 1962 | 1968 | 1975 | 1982 | 1990 | 1999 | 2010 |
| ---- | ---- | ---- | ---- | ---- | ---- | ---- |
| 130  | 150  | 133  | 115  | 104  | 108  | 118  |

## Экономика

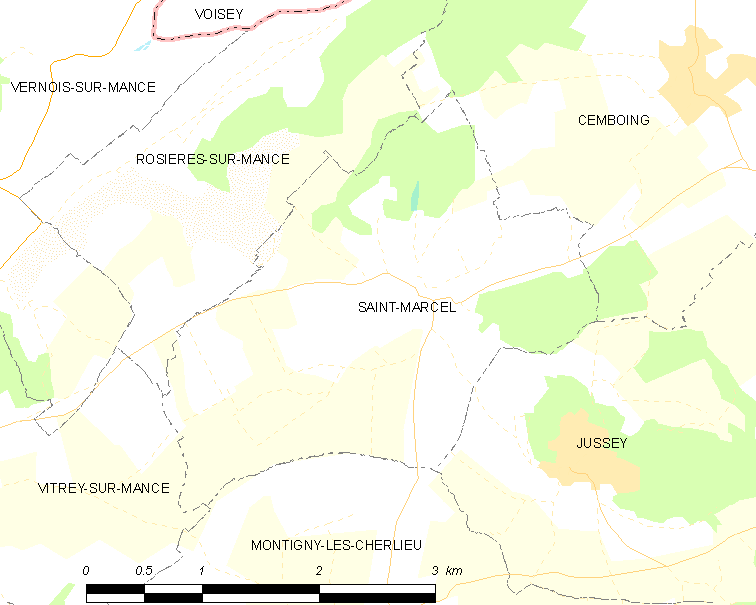
Карта коммуны

Основу экономики составляет сельское хозяйство.
В 2010 году среди 69 человек трудоспособного возраста (15—64 лет) 48 были экономически активными, 21 — неактивными (показатель активности — 69,6 %, в 1999 году было 68,3 %). Из 48 активных жителей работали 42 человека (24 мужчины и 18 женщин), безработными было 6 (2 мужчин и 4 женщины). Среди 21 неактивных 6 человек были учениками или студентами, 12 — пенсионерами, 3 были неактивными по другим причинам.